# Things a Man Oughta Know
«Things a Man Oughta Know» (с англ. — «То что доложен знать») — песня американской кантри-певицы Лэйни Уилсон, вышедшая 24 августа 2020 года в
качестве второго сингла с мини-альбома Redneck Hollywood EP и затем была включена в студийный альбом Sayin' What I’m Thinkin' (2021). Запись была сделана на лейбле Broken Bow Records, специализированном на музыке кантри. Сингл достиг первого места в кантри-чарте Country Airplay, получил золотой сертификат RIAA в США, а также в Канаде.

## История
Габби Барретт написала песню «Things a Man Oughta Know» в соавторстве с Jason Nix и Jonathan Singleton, а продюсерами трека стал Jay Joyce.

## Отзывы
Композиция, в целом, была одобрительно встречена музыкальными экспертами и обозревателями: Rolling Stone, The Boot.

## Музыкальное видео
Музыкальное видео для песни «Things a Man Oughta Know» было снято Sean O’Halloran и Chris Ashlee и впервые показано 2 апреля 2021 года. Он был частично снят в собственном доме Уилсон и наполнен личными элементами и близкими друзьями. Уилсон упомянула в своем заявлении: «Я надеялась, что всем понравится эта песня, и было так невероятно видеть, насколько сильна была реакция. Для музыкального клипа мы хотели создать произведение искусства, где люди могли бы его посмотреть и снова почувствовать что-то».

## Коммерческий успех
«Things a Man Oughta Know» достиг первого места в радиоэфирном чарте Billboard Country Airplay в дату 21 сентября 2021 года и третьего места в кантри-чарте Billboard Hot Country Songs.
«Things a Man Oughta Know» был сертифицирован в золотом статусе RIAA.

## Чарты
| Чарт (2020—21)                      | Высшая позиция |
| ----------------------------------- | -------------- |
| Австралия Country Hot 50 (TMN)      | 16             |
| Канада (Billboard Canadian Hot 100) | 65             |
| Канада (Billboard Country)          | 4              |
| США (Billboard Hot 100)             | 32             |
| США (Billboard Country Airplay)     | 1              |
| США (Billboard Hot Country Songs)   | 3              |

| Чарт (2021)                      | Позиция |
| -------------------------------- | ------- |
| US Billboard Hot 100             | 96      |
| US Country Airplay (Billboard)   | 13      |
| US Hot Country Songs (Billboard) | 17      |

## Сертификации
| Регион                                                                      | Сертификация | Продажи |
| --------------------------------------------------------------------------- | ------------ | ------- |
| Канада (Music Canada)                                                       | Платиновый   | 80 000  |
| США (RIAA)                                                                  | Золотой      | 500 000 |
| Данные о продажах + прослушиваниях приведены только на основе сертификации. |              |         |